# Rotterdamse School
De Rotterdamse School is een muzikale stroming die in de tweede helft van de 20e eeuw ontstond rond onder meer Otto Ketting.

## Oorsprong
Het begin van de Rotterdamse School wordt toegeschreven aan Otto Ketting die van 1967 tot 1971 hoofdvakdocent compositie was aan het Rotterdams Conservatorium. De term 'Rotterdamse School' werd rond 1980 geïntroduceerd omdat componisten uit die stad een wezenlijk ander geluid zouden laten horen dan componisten uit Den Haag. De Rotterdamse School wordt dan ook gezien als een tegenhanger van de Haagse School rond onder andere Louis Andriessen. De Rotterdamse School is voortgezet door zijn opvolgers Klaas de Vries en Peter-Jan Wagemans.

## Stilistische typering
Kenmerkend voor de Rotterdamse School is nadruk op expressie met behulp van een breed scala aan gecomponeerde muziekstijlen. Peter-Jan Wagemans typeerde de Rotterdamse School als een school die zich bezighoudt met de elementaire parameters van de muziek: toonhoogte en ritme. Hans Koolmees noemde het componeren van de Rotterdamse School een vorm van eclecticisme en wees daarbij op een voorkeur voor literaire inspiratiebronnen. Bij het vierdaagse Festival Rotterdamse Muziek 2002 gaf Kees Vlaardingerbroek, een van de programmeurs van dat festival, aan dat er volgens hem geen duidelijke Rotterdamse School bestaat omdat docenten van het Rotterdams Conservatorium hun leerlingen zo individueel mogelijk laten componeren.

## Componisten[bron?]
- Dimitris Andrikopoulos
- Thorkell Atlason
- Erik de Clerq
- Nuno Corte-Real
- Oscar van Dillen
- Rocco Havelaar
- Bart de Kemp[9]
- Hans Koolmees[10]

- Astrid Kruisselbrink[9]
- Andreas Kunstein
- Marcel Minderhoud
- Philemon Mukarno
- Florian Magnus Maier
- Christina Viola Oorebeek
- Robin de Raaff
- Joey Roukens[11]
- Felipe Pérez Santiago

- Edward Top][9]
- Marc Verhoeven
- Klaas de Vries
- Peter-Jan Wagemans[4]
- Juan Felipe Waller
- Evrim Demirel